# Süleymaniye, Gölköy
Süleymaniye là một xã thuộc huyện Gölköy, tỉnh Ordu, Thổ Nhĩ Kỳ. Dân số thời điểm năm 2010 là 790 người.